# 百花斉放百家争鳴
百花斉放百家争鳴（ひゃっかせいほうひゃっかそうめい、簡体字: 百花齐放百家争鸣、拼音: bǎihuā qífàng bǎijiā zhēngmíng、注音: ㄅㄞˇㄏㄨㄚㄑㄧˊㄈㄤˋㄅㄞˇㄐㄧㄚㄓㄥㄇㄧㄥˊ）とは、1956年から1957年に中華人民共和国で行われた政治運動。中国語では百花運動（簡体字: 百花运动）とも呼ばれる。「たとえ中国共産党に対する批判が含まれようと、人民からのありとあらゆる主張の発露を歓迎する」という主旨の内容であり、これを受けて国民は様々な意見を発表したものの、百花運動の方針は間もなく撤回され、結局この運動において共産党を批判した者はその後の反右派闘争で激しく弾圧された。その後、共産党は「この運動は毛主席の共産党に反発する不満分子をあぶり出し、刈り取るための名策であった」と強弁した。

## 経緯

### 背景
毛沢東は1949年、ソビエト連邦（ソ連）の独裁者ヨシフ・スターリンの協力も得て中華人民共和国（中国）を建国し、独裁体制を布いた。しかしその後1953年にスターリンが死に、後を継いだニキータ・フルシチョフが1956年にスターリン批判を始めたことで、毛沢東独裁体制を貫こうとする中国とソ連との間に対立の可能性が生じてきた。一方、中国共産党第八回党大会（zh:中國共產黨第八次全國代表大會）で採択された綱領に極めて異例なことに「毛沢東思想」という文言の削除と（毛沢東独裁でなく）党中央政治局による法の支配が明示され、毛沢東の権威はやや揺らぎを見せていた。

### 「百花斉放百家争鳴」の提唱
このような背景の中、1956年5月2日、毛沢東は最高国務会議で「共産党への批判を歓迎する」として、「百花斉放百家争鳴」を提唱した。百花斉放百家争鳴とは「多彩な文化を開花させ、多様な意見を論争する」ということである。
百花運動は党中央宣伝部長の陸定一らが担当し、国内の知識人の参加を呼びかけたが、当初は三反五反運動や胡風に対する弾圧などで自由に意見を言うことは憚られ、あまり盛り上がらなかった。そこで1957年2月27日、毛沢東は「民主的諸政党」の代表者や中国共産党の幹部を呼んで最高国務会議を招集し、改めて中国共産党に対する批判を呼びかけた。さらに1957年3月6日から13日にかけて全国宣伝工作者会議でもさらに中国共産党に対する批判を呼びかけた。
これ以後、知識人の間で中国共産党に対する批判が徐々に出始めるようになり、時がたつにつれてその批判は強烈なものに変わっていった。知識人たちは共産党が中華人民共和国を支配することに異を唱え始め、毛沢東の指導力まで公に批判されるようになった。当初、批判の場は「大字報」と呼ばれた壁新聞と、「座談会」と呼ばれた小規模な集会に限られていた。これは、批判の声に呼応して民衆が蜂起を企てることがないようにとの配慮であった。運動の中で、ある教授は憲法を紙くず同然だと批判した。別の経済学者は共産党主催の公開批闘会が投獄されるよりもひどいものだと主張した。劇作家は「芸術に対する『指導』は必要ない。だれがベートーベンを指導できるのか？」と述べた。共産党幹部の一人は「朝鮮戦争を始めとする外国への援助のばらまきをやめよ」と述べた。「工業生産高のような情報さえ国家機密にしている現状を改善せよ」と要求する者もいた。挙句の果てに、党の機関紙である人民日報までもが党を間接的に批判するようになった。
百家争鳴運動は地方でも行われた。内モンゴル大学のある教授は「モンゴル民族は固有の文化を持っており、むやみに漢化すべきではない」と主張した。逆に言えば、これまでは少数民族にこの程度の発言も許されていなかったということである。

### 反右派闘争
1957年5月15日、毛沢東は批判続出の事態に危機を感じ、新聞に対して党の批判とあわせて「右派」に対する批判も行うように奨励し、党中央宣伝部長の胡喬木に対して「右派」を批判する準備を行うように命じた。ただし、この時毛沢東は「右派らは有頂天になっている。まだ釣り上げてはならない」と述べている。
1957年5月23日、北京大学の学生林希翎は教員学生集会で「胡風など中国政府に捕らえられている作家は、人民政府の矛盾の犠牲になっている」と批判した。
1957年6月8日、人民日報は「右派分子が社会主義を攻撃している」という毛沢東が執筆した社説を掲載した。1957年6月19日、人民日報に毛沢東が2月27日に行った演説「人民内部の矛盾を正しく処理することについて」が掲載された。毛沢東が行った演説（講話稿）では、「反左」に重心が置かれ、スターリン主義が批判されたが、掲載された記事（発表稿）では、「反右」に重心が置かれた。記事は2月27日に行った党に対する批判を奨励する演説ではなく、その批判に様々な制約を付けたものだった。これによって党を思い切って批判した知識人たちは毛沢東によって社会主義政権破壊を画策した「右派」というレッテルを貼られた。知識人の粛清運動である反右派闘争は、この時から始まった。以後1976年に毛沢東が死ぬまで、中国で自由な言論が許されることはなかった。

### 運動の理由
毛沢東がこのような運動を始めた理由は過去さまざま論じられてきたが、定説は無い。
ハンナ・アーレントは『全体主義の起源』(1951年）において、毛沢東の1957年2月演説「人民内部の矛盾を正しく処理することについて」は百花斉放政策でも知られるが、これは自由を主張したものではなく、反対者は「思想矯正」によって鍛え直されるということを主張したものと解釈した。
日本では、周辺国との対立を前にして、中国の国力を増すための手段の一つとして実施されたとの見方が比較的有力である。また、毛沢東が自らの権威が揺らいでいると考え、国内の「民主的諸政党」や知識人に対して党の官僚主義を批判することを求め、それにより、劉少奇や鄧小平らの力を削ごうとしたためとも言われている。
作家のユン・チアンは百家争鳴運動とは始めから毛沢東が反対派を炙り出すための巧みな罠だったと断定している。

## 第二次 百花斉放百家争鳴の挫折
1986年5月当時、総書記であり中国国家での言論の自由化浸透を望んでいた胡耀邦により、再提唱が試みられる。しかし、同年9月に開催された六中全会にて保守派と長老グループにより棚上げされ、翌1987年1月16日の政治局拡大会議に失脚した事で実現は叶わなかった。